# Велиев, Тариэль
Тариэль Велиев (азерб. Tariyel Vəliyev) (24 февраля 1944 года, Имишли — 24 апреля 2012 года, Баку) — деятель азербайджанского телевидения, телережиссёр, главный режиссёр редакции «литературно-драматической передачи» на Азербайджанском государственном телевидении, заслуженный деятель искусств Азербайджанской Республики (1992), заведующий кафедрой телережиссуры в Азербайджанском государственном университете культуры и искусств, профессор.

## Биография
Тариэль Велиев родился 24 февраля 1944 года, в районе Имишли. Окончил среднюю школу № 172 города Баку. Учился в Азербайджанском государственном университете культуры и искусства, а потом в Академии ЛДТМК. В 1967 году начал работать радиорежиссёром в Государственном комитете телевидения и радиовещания Азербайджана. С 1972 года и до конца жизни работал телережиссёром.
На протяжении многих лет, как режиссёр-постановщик поставил ряд телевизионных спектаклей, снимал документальные фильмы, государственные мероприятия и праздничные программы. Впервые в истории азербайджанского телевидения Тариэль Велиев снял сериал-трилогию «Ищу тебя», «Прости» и «Без твоего ведома» по сценарию Аслана Кахраманова (аз.). На самом деле режиссёр Тариэль Велиев хотел снимать только первую часть трилогии. Но после выхода на экраны «Ищу тебя» (аз.), в 1981 году, зрители писали очень много писем на телевидение, после чего в 1983 году режиссёр снял второй фильм трилогии — «Прости». Потом происходит то же самое. Зрители не хотели разлуки главных героев Эльчина и Гюльнары. Таким образом Тариэль Велиев снимает последний фильм трилогии «Без твоего ведома» в 1985 году.
Велиев снял телеспектакли под названием «Гнездо ласточки», «Любовное приключение», «Свет в окне», «Ты всегда со мной», «Дуэль», «Последняя ночь уходящего года», «Любимый с поперечным домом», «Человек в зелёных очках-1» и др. Кроме этого он снял передачи «Жизнь посвященная народу» (по поводу 30-летию пришедшего к власти Гейдара Алиева), «День спасения», «Гейдар Алиев-75», «Вечность», клип «Отец»; был режиссёр-постановщиком новогодних и новрузских программ на телеканале AzTV.
С 1988 года занимался педагогической работой в АГУКИ. В первые годы работал преподавателем, затем стал заведовать кафедрой «Киноведение». Потом на АГУКИ открывается новая кафедра — «Телережиссура». С 2007 года и до конца своей жизни профессор Тариэль Велиев заведовал этой кафедрой.
Тариэль Велиев скончался в Баку 24 апреля 2012 года.

## Фильмография

### Режиссёр
- Любовное приключение
- 1978 — Хозяйка гостиницы
- 1978 — Последняя ночь уходящего года
- 1978 — Семья Атаевых
- 1981 — Ищу тебя (аз.)
- 1982 — Любимый с поперечным домом
- 1983 — Прости (аз.)
- 1985 — Без твоего ведома (аз.)
- 1985 — Глазной врач
- 1987 — Свет в окне
- 1987 — Человек в зелёных очках
- 1987 — Ты всегда со мной
- 1990 — Брошенная в бездну
- 1995 — Дуэль
- 1995 — Мугам
- 1995 — Скалистые горы
- 2003 — Мои жизненные песни
- 2007 — Моя божья доля, мой струнный саз
- 2011 — Келья достоинства
- 2012 — День прошёл